# Teofil Sałyga
Teofil Sałyga (ur. 21 stycznia 1923 w Łodzi, zm. 23 października 2001 tamże) – polski kolarz torowy i szosowy, mistrz Polski, rekordzista świata w jeździe dwunastogodzinnej na torze (1951), następnie trener.

## Życiorys
Był zawodnikiem Tramwajarza Łódź, Partyzanta Łódź i Gwardii Łódź. Z powodzeniem łączył starty na szosie i na torze. Był dwukrotnym mistrzem Polski w wyścigu drużynowym na 4000 m na dochodzenie w barwach Tramwajarza (1947) i Partyzanta (1948), dwukrotnym wicemistrzem Polski w indywidualnym wyścigu szosowym ze startu wspólnego (1950, 1952), wicemistrzem i brązowym medalistą w szosowym wyścigu drużynowym na 100 km (odpowiednio w 1952 i 1951) i dwukrotnym brązowym medalistą w torowym wyścigu długodystansowym (1947, 1951).
Trzykrotnie wystąpił w Wyścigu Pokoju. W pierwszej edycji w 1948 startował w wyścigu Praga-Warszawa, w I reprezentacji Polski, ale go nie ukończył. W 1949 zajął 9. miejsce, a w 1950 26. miejsce.
30 lipca 1950 pobił rekordy Polski na torze na dystansach 10000 m (14.53,7), 20000 m (29.10.5), 50000 m (1.14.18,0) i jeździe godzinnej (41,180 km).
14 lipca 1951 w próbie na torze krakowskiego Ogniwa pobił rekord świata w jeździe dwunastogodzinnej (405,662 km), a po drodze także w jeździe siedmiogodzinnej (243,222 km), ośmiogodzinnej (275,765 km), dziewięciogodzinnej (308,065 km), dziesięciogodzinnej (340,121 km), jedenastogodzinnej (372,724 km), na 300 km (8,45,36 h) i 400 km (11,50,40 h). Dodatkowo pobił także rekordy Polski na 100 km (2.43,52), w jeździe trzygodzinnej (109,290) km, czterogodzinnej (141,800 km), pięciogodzinnej (175,538 km) i sześciogodzinnej (209,115 km). Sukces ten przyniósł mu 10. miejsce w Plebiscycie Przeglądu Sportowego na najlepszego sportowca Polski w 1951 roku. Rekordy świata nie zostały ostatecznie ratyfikowane przez Międzynarodową Federację Kolarską, z uwagi na nie dostarczenie w odpowiednim czasie protokołu zawodów.
Po zakończeniu kariery sportowej pracował jak trener i działacz kolarski, a wśród jego zawodników byli Lucjan Józefowicz, Jan Kudra, Wacław Latocha, Mieczysław Nowicki, Krzysztof Sujka i Andrzej Bek.
Został pochowany na katolickim na Zarzewie w Łodzi (kw. 20, rz. 4, gr. 13).